# Mercedes-Benz Classe SLC
A Classe SLC é um grand tourer compacto da Mercedes-Benz.